# Pittoconcha
Pittoconcha é um género de gastrópode da família Helicarionidae.
Este género contém as seguintes espécies:
- Pittoconcha concinna